# Mick McCarthy
Michael Joseph McCarthy (Barnsley, Yorkshire y Humber, Inglaterra, 7 de febrero de 1959) es un exjugador y entrenador de fútbol. Nacido en Inglaterra de padre irlandés, jugó para la selección de Irlanda en 57 ocasiones y anotó dos goles.
Como jugador jugaba en la posición de defensa. Comenzó su carrera futbolística en 1977 en el Barnsley, para luego jugar para el Manchester City, Celtic, Lyon y finalmente el Millwall, donde se retiró en 1992.
Debutó como entrenador en el Millwall, y luego dirigió la selección de fútbol de Irlanda. Llevó a Irlanda hasta los octavos de final de la Copa Mundial de la FIFA 2002 en Corea del Sur y Japón. Después fue entrenador del Sunderland y Wolverhampton Wanderers. Trabajó también como comentarista deportivo, más recientemente por la BBC. Comenzó su segundo periodo como entrenador de Irlanda en 2018.

## Carrera como jugador

### Clubes
McCarthy debutó en la Fourth Division con Barnsley el 20 de agosto de 1977, en la victoria por 4-0 sobre el Rochdale. Luego de dos temporadas su equipo logró el ascenso. Dos años después el club llegaría a la División 2. Dejó el club en diciembre de 1983 para jugar para el Manchester City.
El equipo de Maine Road logró el ascenso en la primera temporada del jugador. Pero descenderían en la siguiente. McCarthy fue transferido al Celtic en mayo de 1987.
Ganó su primer campeonato como jugador en club escocés, donde fue campeón de la liga y la copa en su primera temporada. La siguiente temporada volvería a ganar la Scottish Cup nuevamente.
En julio de 1989, McCarthy firmó un contrato por tres años con el Lyon de Francia. Sin embargo, volvería a Inglaterra como préstamo al Millwall en marzo de 1990. Pese al descenso del club de Londres esa temporada, el jugador ficharía por el equipo en mayo de 1990 por 200 000 £. Jugó las siguientes dos temporadas afectado por las lesiones hasta que finalmente en 1992 se retiró como jugador, y tomó el puesto de entrenador del equipo.

### Selección nacional
McCarthy podía representar a la República de Irlanda ya que su padre, Charles, es irlandés. Debutó internacionalmente en un amistoso sin goles contra Polonia el 23 de mayo de 1984. McCarthy se ganó la titularidad y fue parte del equipo que jugó la Eurocopa 1988. Se ganó la capitanía del equipo y el apodo de "Captain Fantastic", que luego usó como título de su autobiografía.
McCarthy fue parte del plantel de Irlanda que llegó hasta los cuartos de final en la Copa Mundial de la FIFA 1990, donde perdió 1-0 contra Italia. McCarthy fue el jugador que más faltas cometió durante el mundial de 1990.
En total, McCarthy jugó 57 partidos para la República de Irlanda; anotó dos goles, uno a Yugoslavia en abril de 1988, el otro contra Estados Unidos en mayo de 1992.

## Carrera como entrenador

### Millwall
Comenzó su carrera como entrenador en el Millwall en marzo de 1992, como sucesor de Bruce Rioch.
Llevó al club a los play-offs en 1993 quedando en el tercer lugar de la tabla, pero perdió en semifinales contra el Derby County.

### Selección de la República de Irlanda
En febrero de 1996 fue nombrado como el nuevo entrenador de la selección de fútbol de la República de Irlanda, luego de la renuncia de Jack Charlton. Su primer encuentro como entrenador fue un amistoso contra Rusia el 27 de marzo de 1996, que terminó en una derrota por 2-0.
Luego de fracasar en clasificar a la Copa Mundial de 1998 y la Eurocopa 2000, McCarthy llevó a la nación a la Copa Mundial de 2002 de Corea y Japón, ganando la repesca por 2-1 en el global a la selección de Irán. Clasificación que estuvo marcada por el conflicto del entrenador con el jugador estrella de la selección Roy Keane, quien quedó fuera del equipo poco antes del mundial.
A pesar de los problemas, el equipo de McCarthy clasificó a la segunda ronda y fue eliminado en octavos de final por España en la tanda de penaltis.
Las críticas a MCCarthy aumentaron en los medios locales, luego de que la selección no se clasificara a la Eurocopa 2004. Y después de las derrotas 4-2 contra Rusia y 2-1 ante Suiza renunció a su cargo el 5 de noviembre de 2002. En su paso por el seleccionado, dirigió 68 encuentros, con 29 victorias, 20 empates y 19 derrotas.

### Sunderland
El 12 de marzo de 2003 fue nombrado nuevo entrenador del Sunderland tras la salida de Howard Wilkinson, quien fue despedido luego de seis derrotas consecutivas en la Premier League y dejando el club al borde del descenso. McCarthy no pudo mantener la categoría del club, y el Sunderland descendió esa temporada. El año siguiente, McCarthy llevó al equipo a los play-offs de la First División, pero perdió en la tanda de penales ante el Crystal Palace.
McCarthy se reivindicó la temporada 2004-05, los Gatos Negros ganaron la Football League Championship con 94 puntos y volvieron a la Premier League. En el regreso a la primera categoría, y con solo 10 encuentros por disputar, McCarthy fue despedido el 6 de marzo de 2006. En un giró irónico, luego del conflicto entre ambos, Roy Keane fue nombrado nuevo entrenador del Sunderland.

### Wolverhampton Wanderers
Fue nombrado nuevo entrenador del Wolverhampton Wanderers de la EFL Championship el 21 de julio de 2006, en reemplazo de Glenn Hoddle quien fue despedido quince días atrás. El club pasaba por un futuro incierto, ya que muchos de los jugadores del primer equipo fueron vendidos. McCarthy prometió el regreso a la Premier League en tres temporadas. A pesar de eso, el club esa temporada llegó a los play-offs pero quedó fuera a manos del equipo rival West Bromwich Albion, perdiendo por 3-2 en el Molineux y 1-0 en The Hawthorns.
En la temporada 2007-08 el club terminó en la séptima posición, sin clasificar a los play-offs por diferencias de goles con el Watford en sexto lugar.
Comenzó la temporada 2008-09 ganando el premio de entrenador del mes de agosto de la EFL Championship, luego de que los Wolves alcanzaran el tope de la tabla. El equipo se mantuvo en el primer lugar y McCarthy ganó nuevamente el premio en noviembre. El Wolverhampton aseguró el ascenso a la Premier League el 18 de abril de 2009 al vencer a QPR por 1-0. Ganó la EFL Championship esa temporada, con el equipo como líder en 42 de las 46 fechas.
La siguiente temporada en la Premier League, el club aseguró su lugar en la primera categoría en el 15.º lugar de la tabla, su mejor lugar en la división desde 1979-80. En la 2010-11 el club pasó la mayor parte de la temporada en la zona de descenso, a pesar de vencer a grandes como el Manchester City, Manchester United, Liverpool y Chelsea. Los Wolves acabaron 17.º en la general, salvando el descenso por un punto de los relegados Birmingham y Blackpool. McCarthy se convirtió en el único entrenador del Wolverhampton en mantener la categoría en dos temporadas consecutivas.
En la Premier League de 2011-12 y con el Wolverhampton en zona de descenso en enero de 2017, McCarthy fue despedido del club el 13 de febrero de 2012.

### Ipswich Town
Ocupó el lugar de entrenador del Ipswich Town el 1 de noviembre de 2012, firmó con el club por dos años y medio en reemplazo de Paul Jewell. Ganó en su debut el 3 de noviembre de 2012 de visita por 0-1 contra el Birmingham. Finalmente el club se salvaría del descenso en la temporada 2012-13 y en su segunda campaña completa con el Ipswich, terminaría en el 9.º puesto en la 2013-14.
El 30 de junio de 2014 renovaría con el club por tres años. Para la temporada 2014-15 llevaría al Ipswich a los play-offs de la EFL Championship por primera vez en diez años, terminando en la clasificación en el 6.º lugar, perdió en semifinales contra los rivales del club el Norwich City.
El 29 de marzo de 2018, el Ipswich Town anunció que McCarthy dejaría el club al final de la temporada 2017-18. Dejó el club el 10 de abril de 2018.

### Regreso a la selección de Irlanda
El 25 de noviembre de 2018, McCarthy fue anunciado como nuevo entrenador de la selección de fútbol de la República de Irlanda, por segunda vez en su carrera, en reemplazo de Martin O’Neill. Ganó sus dos primeros encuentros a cargo de Irlanda en marzo de 2019, 1-0 a Gibraltar y Georgia en la clasificación para la Eurocopa de 2020. Sin embargo, logró el tercer lugar del grupo, y su selección no clasificó a la cita europea de manera directa, jugándose sus opciones de estar en la cita continental en marzo de 2020.
A pesar de que estaba acordada su marcha tras la Eurocopa 2020, tras el aplazamiento de esta a 2021, el 4 de abril de 2020, la FAI decidió hacer el relevo en el banquillo antes de lo previsto.

### Chipre y vuelta al fútbol británico
El 2 de noviembre de 2020 fue nombrado nuevo entrenador del APOEL de Nicosia, siendo destituido tras dos meses en el cargo.
El 22 de enero de 2021 ocupó el cargo de entrenador del Cardiff City F. C. hasta final de temporada tras la marcha de Neil Harris. El 4 de marzo firmó un nuevo contrato de dos años de duración. Después de nueve meses dejó el cargo tras ocho derrotas consecutivas.
Regresó a los banquillos en enero de 2023 cuando firmó con el Blackpool F. C. para lo que quedaba de campaña. Estuvo menos de tres meses en los que ganó dos partidos de catorce y, en el momento de su salida, el equipo se encontraba a siete puntos de la salvación con seis encuentros por disputar.

## Estadísticas

### Como jugador

#### Clubes
Fuente."McCarthy, MJ (Mick)", Archivo English National Football
| Barnsley F. C. Inglaterra                                                                                         | 4.ª              | 1977-78          | 46  | 1  | 4  | 1 | 0 | 0 | 50  | 2  |
| Barnsley F. C. Inglaterra                                                                                         | 4.ª              | 1978-79          | 46  | 2  | 5  | 0 | 0 | 0 | 51  | 2  |
| Barnsley F. C. Inglaterra                                                                                         | 3.ª              | 1979-80          | 44  | 1  | 6  | 0 | 0 | 0 | 50  | 1  |
| Barnsley F. C. Inglaterra                                                                                         | 3.ª              | 1980-81          | 43  | 1  | 11 | 0 | 0 | 0 | 54  | 1  |
| Barnsley F. C. Inglaterra                                                                                         | 2.ª              | 1981-82          | 42  | 1  | 9  | 1 | 0 | 0 | 51  | 2  |
| Barnsley F. C. Inglaterra                                                                                         | 2.ª              | 1982-83          | 39  | 1  | 6  | 1 | 0 | 0 | 45  | 2  |
| Barnsley F. C. Inglaterra                                                                                         | 2.ª              | 1983-84          | 12  | 0  | 1  | 0 | 0 | 0 | 13  | 0  |
| Barnsley F. C. Inglaterra                                                                                         | Total club       | Total club       | 272 | 7  | 42 | 3 | 0 | 0 | 314 | 10 |
| Manchester City F. C. Inglaterra                                                                                  | 2.ª              | 1983-84          | 24  | 1  | 1  | 0 | 0 | 0 | 25  | 1  |
| Manchester City F. C. Inglaterra                                                                                  | 2.ª              | 1984-85          | 39  | 0  | 5  | 0 | 0 | 0 | 44  | 1  |
| Manchester City F. C. Inglaterra                                                                                  | 1.ª              | 1985-86          | 38  | 0  | 7  | 0 | 0 | 0 | 45  | 0  |
| Manchester City F. C. Inglaterra                                                                                  | 1.ª              | 1986-87          | 39  | 1  | 4  | 0 | 0 | 0 | 43  | 1  |
| Manchester City F. C. Inglaterra                                                                                  | Total club       | Total club       | 140 | 1  | 17 | 0 | 0 | 0 | 157 | 3  |
| Celtic F. C. Escocia                                                                                              | 1.ª              | 1987-88          | 22  | 3  | 9  | 0 | 0 | 0 | 31  | 3  |
| Celtic F. C. Escocia                                                                                              | 1.ª              | 1988-89          | 26  | 5  | 8  | 0 | 4 | 0 | 38  | 5  |
| Celtic F. C. Escocia                                                                                              | Total club       | Total club       | 48  | 8  | 17 | 0 | 4 | 0 | 69  | 8  |
| Olympique de Lyon Francia                                                                                         | 1.ª              | 1989-90          | 10  | 1  | 0  | 0 | 0 | 0 | 10  | 1  |
| Olympique de Lyon Francia                                                                                         | Total club       | Total club       | 10  | 1  | 0  | 0 | 0 | 0 | 10  | 1  |
| Millwall F. C. Inglaterra                                                                                         | 1.ª              | 1989-90          | 6   | 0  | 0  | 0 | 0 | 0 | 6   | 0  |
| Millwall F. C. Inglaterra                                                                                         | 2.ª              | 1990-91          | 12  | 0  | 0  | 0 | 0 | 0 | 12  | 0  |
| Millwall F. C. Inglaterra                                                                                         | 2.ª              | 1991-92          | 17  | 2  | 3  | 0 | 0 | 0 | 20  | 2  |
| Millwall F. C. Inglaterra                                                                                         | Total club       | Total club       | 35  | 2  | 3  | 0 | 0 | 0 | 38  | 2  |
| Total Inglaterra                                                                                                  | Total Inglaterra | Total Inglaterra | 447 | 11 | 62 | 4 | 0 | 0 | 509 | 15 |
| Total Escocia | Total Escocia    | Total Escocia    | 48  | 8  | 17 | 0 | 4 | 0 | 69  | 8  |
| Total Francia | Total Francia    | Total Francia    | 10  | 1  | 0  | 0 | 0 | 0 | 10  | 1  |
| Total carrera | Total carrera    | Total carrera    | 505 | 20 | 79 | 4 | 4 | 0 | 588 | 24 |
| (1) Incluye FA Cup, Copa de la Liga de Inglaterra, Copa de Escocia, Copa de la Liga de Escocia y Copa de Francia. |                  |                  |     |    |    |   |   |   |     |    |

#### Selección nacional[35]
| Selección de fútbol de la República de Irlanda | Selección de fútbol de la República de Irlanda | Selección de fútbol de la República de Irlanda |
| Año                                            | P J                                            | Goles                                          |
| ---------------------------------------------- | ---------------------------------------------- | ---------------------------------------------- |
| 1984                                           | 4                                              | 0                                              |
| 1985                                           | 7                                              | 0                                              |
| 1986                                           | 6                                              | 0                                              |
| 1987                                           | 7                                              | 0                                              |
| 1988                                           | 9                                              | 1                                              |
| 1989                                           | 5                                              | 0                                              |
| 1990                                           | 12                                             | 0                                              |
| 1991                                           | 3                                              | 0                                              |
| 1992                                           | 4                                              | 1                                              |
| Total                                          | 57                                             | 2                                              |

### Como entrenador
- Actualizado al 7 de abril de 2023.

| Club                          | País       | Año       | Partidos dirigidos | Partidos ganados | Partidos empatados | Partidos perdidos | Efectividad |
| ----------------------------- | ---------- | --------- | ------------------ | ---------------- | ------------------ | ----------------- | ----------- |
| Millwall F. C.                | Inglaterra | 1992-1996 | 207                | 74               | 72                 | 61                | 47.34%      |
| Selección de Irlanda          | Irlanda    | 1996-2002 | 68                 | 29               | 20                 | 19                | 52.45%      |
| Sunderland A. F. C.           | Inglaterra | 2003-2006 | 147                | 63               | 26                 | 58                | 48.75%      |
| Wolverhampton Wanderers F. C. | Inglaterra | 2006-2012 | 270                | 104              | 66                 | 100               | 46.67%      |
| Ipswich Town F. C.            | Inglaterra | 2012-2018 | 279                | 105              | 78                 | 96                | 46.95%      |
| Selección de Irlanda          | Irlanda    | 2018-2020 | 10                 | 5                | 4                  | 1                 | 63.33%      |
| APOEL de Nicosia              | Chipre     | 2020-2021 | 8                  | 2                | 1                  | 5                 | 29.17%      |
| Cardiff City F. C.            | Gales      | 2021      | 38                 | 14               | 11                 | 13                | 46.49%      |
| Blackpool F. C.               | Inglaterra | 2023      | 14                 | 2                | 3                  | 9                 | 21.43%      |
| Total                         | Total      | Total     | 1041               | 398              | 281                | 362               | 47.23%      |

## Palmarés

### Como jugador

#### Títulos nacionales
| Título                  | Club         | País    | Año     |
| ----------------------- | ------------ | ------- | ------- |
| Scottish Premier League | Celtic F. C. | Escocia | 1987-88 |
| Copa de Escocia         | Celtic F. C. | Escocia | 1988    |
| Copa de Escocia         | Celtic F. C. | Escocia | 1989    |

### Como entrenador

#### Títulos nacionales
| Título                       | Club                          | País       | Año     |
| ---------------------------- | ----------------------------- | ---------- | ------- |
| Football League Championship | Sunderland A. F. C.           | Inglaterra | 2004-05 |
| Football League Championship | Wolverhampton Wanderers F. C. | Inglaterra | 2008-09 |